# Žitavce
Žitavce (Hongaars: Zsitvagyarmat) is een Slowaakse gemeente in de regio Nitra, en maakt deel uit van het district Nitra.
Žitavce telt 350 inwoners.